# Шарк-Рівер-Гіллс (Нью-Джерсі)
Шарк-Рівер-Гіллс (англ. Shark River Hills) — переписна місцевість (CDP) в США, в окрузі Монмаут штату Нью-Джерсі. Населення — 3583 особи (2020).

## Географія
Шарк-Рівер-Гіллс розташований за координатами 40°11′35″ пн. ш. 74°2′40″ зх. д. / 40.19306° пн. ш. 74.04444° зх. д. (40.193066, -74.044461).  За даними Бюро перепису населення США в 2010 році переписна місцевість мала площу 2,54 км², з яких 2,31 км² — суходіл та 0,23 км² — водойми. В 2017 році площа становила 3,18 км², з яких 2,22 км² — суходіл та 0,96 км² — водойми.

## Демографія
Згідно з переписом 2010 року, у переписній місцевості мешкало 3697 осіб у 1511 домогосподарстві у складі 1065 родин. Густота населення становила 1456 осіб/км².  Було 1577 помешкань (621/км²).
Расовий склад населення:
| - 96,5 % — білих - 1,1 % — азіатів - 0,9 % — чорних або афроамериканців - 0,2 % — корінних американців |

До двох чи більше рас належало 0,7 %. Частка іспаномовних становила 2,8 % від усіх жителів.
За віковим діапазоном населення розподілялося таким чином: 18,7 % — особи молодші 18 років, 66,8 % — особи у віці 18—64 років, 14,5 % — особи у віці 65 років та старші. Медіана віку мешканця становила 46,8 року. На 100 осіб жіночої статі у переписній місцевості припадало 94,0 чоловіків;  на 100 жінок у віці від 18 років та старших — 92,6 чоловіків також старших 18 років.
Середній дохід на одне домашнє господарство  становив 99 497 доларів США (медіана — 93 380), а середній дохід на одну сім'ю — 106 123 долари (медіана — 96 750). Медіана доходів становила 62 188 доларів для чоловіків та 49 776 доларів для жінок. За межею бідності перебувало 6,2 % осіб, у тому числі 14,2 % дітей у віці до 18 років та 1,4 % осіб у віці 65 років та старших.
Цивільне працевлаштоване населення становило 2062 особи. Основні галузі зайнятості: освіта, охорона здоров'я та соціальна допомога — 21,9 %, науковці, спеціалісти, менеджери — 17,2 %, роздрібна торгівля — 11,3 %, фінанси, страхування та нерухомість — 6,8 %.